# Памятные монеты Казахстана из серебра
Памятные монеты из серебра выпускаются Национальным банком Республики Казахстан с 1995 года, когда была выпущена серия из 5 монет, посвящённых 150-летию со дня рождения Абая Кунанбаева. Для изготовления монет используется серебро 925 пробы, все они чеканятся в качестве proof на Казахстанском монетном дворе.
Были выпущены серии монет «150-летие Абая Кунанбаева», «Выдающиеся события и люди», «Петроглифы Казахстана», «Прикладное искусство», «Архитектурные и исторические памятники», «Красная книга Казахстана», «Монеты старых чеканов»,  «Художники Казахстана (графики)», «Космос», «Спорт», «Растительный мир Казахстана», «Фауна и флора Казахстана», «Мечети и соборы Казахстана», «Знаменитые мечети мира», «Золото номадов», «Великие полководцы», «Обряды, национальные игры Казахстана», «Сказки Народа Казахстана», «Достояние Республики», «Портреты на банкнотах», «От сердца к сердцу», «Сокровища степи», «Монета — подарок», «Магические символы», «Изобразительное искусство Казахстана», «Культовые животные - тотемы кочевников», «Восточный календарь» и «Знаки зодиака».
Часть памятных монет выпускается вне каких-либо серий.
В оформлении некоторых серебряных монет используется позолота, эмалевое покрытие, голография и тампопечать.
Все серебряные монеты имеют номинал 100, 500, 1000 или 5000 тенге и являются законным средством платежа в Казахстане, однако, поскольку их рыночная стоимость значительно выше, в качестве средств платежа они не используются.

## Статистика
По состоянию на 31 декабря 2019 года было выпущено 233 памятных серебряных монет.
| Сводная таблица выпуска монет по годам и номиналу | Сводная таблица выпуска монет по годам и номиналу | Сводная таблица выпуска монет по годам и номиналу | Сводная таблица выпуска монет по годам и номиналу | Сводная таблица выпуска монет по годам и номиналу | Сводная таблица выпуска монет по годам и номиналу | Сводная таблица выпуска монет по годам и номиналу | Сводная таблица выпуска монет по годам и номиналу | Сводная таблица выпуска монет по годам и номиналу | Сводная таблица выпуска монет по годам и номиналу | Сводная таблица выпуска монет по годам и номиналу | Сводная таблица выпуска монет по годам и номиналу | Сводная таблица выпуска монет по годам и номиналу | Сводная таблица выпуска монет по годам и номиналу | Сводная таблица выпуска монет по годам и номиналу | Сводная таблица выпуска монет по годам и номиналу | Сводная таблица выпуска монет по годам и номиналу | Сводная таблица выпуска монет по годам и номиналу | Сводная таблица выпуска монет по годам и номиналу | Сводная таблица выпуска монет по годам и номиналу | Сводная таблица выпуска монет по годам и номиналу | Сводная таблица выпуска монет по годам и номиналу | Сводная таблица выпуска монет по годам и номиналу | Сводная таблица выпуска монет по годам и номиналу |
|                                                   | 1995                                              | 1999                                              | 2000                                              | 2001                                              | 2002                                              | 2003                                              | 2004                                              | 2005                                              | 2006                                              | 2007                                              | 2008                                              | 2009                                              | 2010                                              | 2011                                              | 2012                                              | 2013                                              | 2014                                              | 2015                                              | 2016                                              | 2017                                              | 2018                                              | 2019                                              | Всего                                             |
| ------------------------------------------------- | ------------------------------------------------- | ------------------------------------------------- | ------------------------------------------------- | ------------------------------------------------- | ------------------------------------------------- | ------------------------------------------------- | ------------------------------------------------- | ------------------------------------------------- | ------------------------------------------------- | ------------------------------------------------- | ------------------------------------------------- | ------------------------------------------------- | ------------------------------------------------- | ------------------------------------------------- | ------------------------------------------------- | ------------------------------------------------- | ------------------------------------------------- | ------------------------------------------------- | ------------------------------------------------- | ------------------------------------------------- | ------------------------------------------------- | ------------------------------------------------- | ------------------------------------------------- |
| 100 тенге                                         | 5                                                 | 1                                                 | 1                                                 |                                                   |                                                   |                                                   | 2                                                 | 1                                                 | 5                                                 | 1                                                 | 1                                                 | 6                                                 | 3                                                 | 1                                                 | 2                                                 | 3                                                 | 5 4                                               | 4                                                 | 3                                                 | 14                                                | 7                                                 | 69                                                |                                                   |
| 500 тенге                                         |                                                   |                                                   | 2                                                 | 4                                                 | 4                                                 | 4                                                 | 7                                                 | 6                                                 | 8                                                 | 8                                                 | 9                                                 | 9                                                 | 8                                                 | 9                                                 | 11                                                | 10                                                | 11 17                                             | 9                                                 | 9                                                 | 7                                                 |                                                   | 152                                               |                                                   |
| 1000 тенге                                        |                                                   |                                                   |                                                   |                                                   |                                                   | 2                                                 |                                                   |                                                   |                                                   |                                                   |                                                   |                                                   |                                                   |                                                   |                                                   |                                                   |                                                   |                                                   |                                                   |                                                   |                                                   |                                                   | 2                                                 |
| 5000 тенге                                        |                                                   |                                                   |                                                   | 1                                                 |                                                   |                                                   |                                                   |                                                   |                                                   |                                                   | 1                                                 | 1                                                 | 1                                                 | 1                                                 |                                                   |                                                   |                                                   |                                                   | 1                                                 |                                                   | 3                                                 | 1                                                 | 10                                                |
| Всего                                             | 5                                                 | 1                                                 | 3                                                 | 5                                                 | 4                                                 | 6                                                 | 9                                                 | 7                                                 | 13                                                | 9                                                 | 11                                                | 16                                                | 12                                                | 11                                                | 13                                                | 13                                                | 16                                                | 21                                                | 14                                                | 12                                                | 24                                                | 8                                                 | 233                                               |

## Монеты в сериях

### Серия «150 лет со дня рожденияАбая Кунанбаева»
Монеты серии номиналом 100 тенге, массой 24 г и диаметром 37 мм были отчеканены в 1995 году на Австрийском монетном дворе и стали первыми серебряными монетами Казахстана и первыми монетами, выпущенными в качестве proof.
Аверс: сюжетная композиция из жизни и творчества Абая, название государства, национальный орнамент, номинал и год выпуска, окантовка из точек.
Реверс: профиль Абая, его полное имя на каз. АБАЙ • ИБРАҺИМ • ҚҰНАНБАЙҰЛЫ и годы жизни (1845 1904), композиция по мотивам его произведений, окантовка из точек.
Гурт гладкий. Тираж каждой монеты — 6000 шт.
| 1995 |  | Мать    |      | 1995 |          | Кочевье |
| 1995 |  | Медресе | 1995 |      | Беркутчи |         |
| 1995 |  | Любовь  |      |      |          |         |

### Серия «ПетроглифыКазахстана»
Монеты серии номиналом 500 тенге, массой 24 г и диаметром 37 мм выпускались в 2000—2007 годах.
Аверс: номинал на фоне национального орнамента, название банка-эмитента, спираль, год выпуска; знак монетного двора, масса и проба металла (у монет с 2003 года). На аверсе монет 2005—2007 года вместо названия банка-эмитента — название государства.
Реверс: изображение петроглифа, его название и место нахождения на казахском и английском языке; знак монетного двора, масса и проба металла (у монет 2000—2002 года).
Гурт гладкий. Тираж каждой монеты — 3000 штук.
| 2000 |  | Солярное божество • Тамгалы-Тас каз. КӨК ТӘҢІРІ • ТАМҒАЛЫТАС англ. THE SUN GOD • THE TAMGALYTAS |      | 2004 | | Мыслитель • Тамгалы-Тас каз. ТАМҒАЛЫТАС • ОЙШЫЛ англ. THE TAMGALYTAS • THE THINKER |
| 2001 |  | Умай • Алтайские горы каз. УМАЙ • ТАУЛЫ АЛТАЙ англ. UMAI • MOUNTAIN ALTAI                       | 2005 |      | Конный всадник • Гора Айракты каз. САЛТ АТТЫ • АЙРАҚТЫ ТАУЫ англ. HORSEMAN • AIRAKTY MOUNTAIN        |                                                                                    |
| 2002 |  | Знак • Тамгалы каз. ТАҢБАЛЫ • БЕЛГI англ. THE SIGN • TANBALY                                    | 2006 |      | Колесница • Урочище Арпаузень каз. АРБА • АРПАӨЗЕН ШАТҚАЛЫ англ. CHARIOT • ARPAUZEN TRACT            |                                                                                    |
| 2003 |  | Тюркский воин • Ой-Джайлау каз. ОЙ-ЖАЙЛАУ • ТҮРКI ӘСКЕРI англ. OI-JAILAU • TURK WARRIOR         | 2007 |      | Благородный олень • Долина Теректы каз. ТЕРЕКТІ АЛҚАБЫ • АСЫЛ БҰҒЫ англ. TEREKTY VALLEY • NOBLE DEER |                                                                                    |

### Серия «Красная книга Казахстана»
Монеты серии номиналом 500 тенге выпускаются с 2001 года. С таким же или аналогичным дизайном выпускаются памятные монеты из нейзильбера номиналом 50 тенге.
В 2001—2009 годах монеты выпускались со следующими характеристиками:
Аверс: номинал, название банка-эмитента, спираль, знак монетного двора, национальный орнамент, масса и проба металла.
Реверс: изображение животного и его название на казахском и латинском или английском языке.
Гурт гладкий. Масса: 24 г. Диаметр: 37 мм. Толщина: 2,7 мм. Тираж каждой монеты — 3000 шт.
| 2000 |  | Ирбис каз. БАРЫС IЛБІС лат. UNCIA UNCIA |      | 2005 |                                                                                  | Джейран каз. ЖАЙРАН лат. GAZELLA SUBGUTTUROSA |
| 2001 |  | Сайга каз. САЙҒАҚ англ. SAIGA           | 2006 |      | Алтайский улар каз. АЛТАЙ ҰЛАРЫ лат. TETRAOGALLUS ALTAICUS                       |                                               |
| 2002 |  | Архар каз. АРҚАР лат. OVIS AMMON        | 2007 |      | Обыкновенная колпица каз. ЖАЛБАҒАЙ лат. PLATALEA LEUCORODIA                      |                                               |
| 2003 |  | Дрофа каз. ДУАДАҚ лат. OTIS TARDA       | 2008 |      | Тяньшанский бурый медведь каз. ТЯНЬ-ШАНЬ ҚОҢЫР АЮЫ лат. URSUS ARCTOS ISABELLINUS |                                               |
| 2004 |  | Балобан каз. ИТЕЛГI лат. FALCO CHERRUG  | 2009 |      | Дикобраз каз. ҮНДІ ЖАЙРАСЫ лат. HYSTRIX LEUCURA SATUNINI                         |                                               |

С 2010 года монеты серии выпускаются с индивидуальным дизайном аверса и изменёнными характеристиками:
Гурт рубчатый. Масса: 31,1 г. Диаметр: 38,61 мм.
| 2010 | | Кудрявый пеликан  |
| 2010 | Аверс: пара пеликанов на фоне водоёма, название банка-эмитента, номинал, знак монетного двора, масса и проба металла. Реверс: пеликан на фоне прибрежной растительности, названия животного на каз. БҰЙРА БІРҚАЗАН и лат. PELECANUS CRISPUS, год выпуска монеты. Тираж: 5000 шт. |                   |
| 2011 | | Ястребиная сова   |
| 2011 | Аверс: сова на фоне дерева, летящая сова, название банка-эмитента, номинал, знак монетного двора, масса и проба металла. Реверс: изображение ястребиной совы, названия животного на каз. ҚАРШЫҒА РЕНДІ ЖАПАЛАҚ и лат. SURNIA ULULA, год выпуска монеты. Тираж: 5000 шт.          |                   |
| 2012 | | Древесный богомол |
| 2012 | Аверс: богомол в зарослях травы, название банка-эмитента, номинал, год выпуска монеты, знак монетного двора, масса и проба металла. Реверс: два богомола на ветке на фоне травы, названия животного на каз. ДӘУІТ и лат. HIERODULA TENUIDENTATA. Тираж: 5000 шт.                 |                   |
| 2013 | | Длинноиглый ёж    |
| 2013 | Аверс: ёж, название банка-эмитента, номинал, год выпуска монеты, знак монетного двора, масса и проба металла. Реверс: свернувшийся ёж, названия животного на каз. ҚАРА КІРПІ и лат. HEMIECHINUS HYPOMELAS, год выпуска монеты. Тираж: 5000 шт.                                   |                   |
| 2014 | | Манул             |
| 2014 | Аверс: стилизованное изображение Земного шара и различных животных, название банка-эмитента, номинал и знак монетного двора. Реверс: манул в траве, названия животного на каз. САБАНШЫ и лат. Otocolobus manul, год выпуска монеты, масса и проба металла. Тираж: 3000 шт.       |                   |
| 2015 | | Устюртский муфлон |
| 2015 | Аверс: Земной шар в руках человека, название банка-эмитента и его логотип, номинал, масса и проба металла. Реверс: муфлон на фоне гор, названия животного на каз. ҮСТІРТ МУФЛОНЫ и лат. OVIS ORIENTALIS ARCAL, год выпуска монеты. Тираж: 3000 шт.                               |                   |

### Серия «Прикладное искусство»
Монеты серии номиналом 500 тенге, массой 24 г и диаметром 37 мм выпускались в 2001—2005 годах.
Аверс: человек в национальной одежде, играющий на музыкальном инструменте, название государства, номинал, масса и проба металла, знак монетного двора (только у монеты «Адырна»).
Реверс: музыкальный инструмент и его название на казахском и английском языках, фрагмент нотного стана, год выпуска монеты, знак монетного двора (у монеты «Адырна» вместо него — логотип НБРК).
Гурт гладкий. Тираж каждой монеты — 4000 шт.
| 2001 |  | Кобыз каз. НАРҚОБЫЗ англ. NARKOBYZ     |      | 2004 |                                 | Жетыген каз. ЖЕТІГЕН англ. ZHETIGEN |
| 2002 |  | Домбра каз. ДОМБЫРА англ. DOMBRA       | 2005 |      | Адырна каз. АДЫРНА англ. ADYRNA |                                     |
| 2003 |  | Асатаяк каз. АСА ТАЯҚ англ. ASSA TAYAK |      |      |                                 |                                     |

### Серия «Архитектурные и исторические памятники»
Монеты серии номиналом 500 тенге, массой 24 г и диаметром 37 мм выпускались в 2002—2005 годах.
Гурт рубчатый. Тираж каждой монеты — 3000 шт.
| 2002 | | Мавзолей Бабаджи хатун |
| 2002 | Аверс: название банка-эмитента и номинал на фоне кирпичной кладки мавзолея, элементы национального орнамента. Реверс: мавзолей на фоне деревьев и его план, название памятника на каз. БАБАЖИ-ХАТУН КЕСЕНЕСI и англ. BABAJI KHATUN MAUSOLEUM, масса и проба металла, год выпуска монеты и знак монетного двора. |                        |
| 2003 | | Мавзолей Айша-Биби     |
| 2003 | Аверс: название банка-эмитента, фрагмент облицовки мавзолея, номинал и знак монетного двора. Реверс: изображение мавзолея, его название на каз. АЙША-БИБИ КЕСЕНЕСI и англ. AISHA-BIBI MAUSOLEUM, век постройки — «XI», масса и проба металла, год выпуска монеты.                                               |                        |
| 2004 | | Каменные изваяния      |
| 2004 | Аверс: древо жизни, название банка-эмитента, масса и проба металла, номинал и знак монетного двора. Реверс: группа изваяний, их название на каз. ТАС МYСІНДЕР и англ. THE ROCK STATUES, год выпуска монеты. |                        |
| 2005 | | Мавзолей Джучи-хана    |
| 2005 | Аверс: купол мавзолея, название банка-эмитента и его логотип, масса и проба металла, номинал. Реверс: изображение мавзолея, его название на каз. ЖОШЫ ХАН КЕСЕНЕСI и англ. ZHOSHI KHAN MAUSOLEUM, век постройки — «XIV», знак монетного двора, год выпуска монеты.                                              |                        |

### Серия «Монеты старых чеканов»
Монеты серии номиналом 500 тенге, массой 31,1 г и диаметром 38,61 мм выпускались в 2004—2009 годах. Монета «Монета Алма-Аты» по краю покрыта позолотой.
Аверс: аверс древней монеты, название государства, номинал, год выпуска.
Реверс: реверс древней монеты, её название на казахском и английском языке и время чеканки, логотип НБРК, масса и проба металла, национальный орнамент.
Гурт гладкий (монеты «Деньга» и «Драхма») или рубчатый (у остальных монет).
| 2004 |  | Деньга (VIII в.) каз. ДЕҢГА англ. DENGA Тираж: 5000 шт.    |      | 2007 |                                                                                         | Монета Отрара (VII—VIII вв.) каз. ОТЫРАР МОНЕТАСЫ англ. COIN OF OTRAR Тираж: 4000 шт. |
| 2005 |  | Драхма (VIII в.) каз. ДРАХМА англ. DRAKHMA Тираж: 5000 шт. | 2008 |      | Монета Сарайчика (XIV в.) каз. САРАЙШЫҚ МОНЕТАСЫ англ. COIN OF SARAIJUK Тираж: 5000 шт. |                                                                                       |
| 2006 |  | Дирхем (XVI в.) каз. ДИРХЕМ англ. DIRKHEM Тираж: 5000 шт.  | 2009 |      | Монета Алма-Аты (XIII в.) каз. АЛМАТЫ МОНЕТАСЫ англ. COIN OF ALMATY Тираж: 4000 шт.     |                                                                                       |

### Серия «Золото номадов»
Монеты серии номиналом 500 тенге в форме 12-гранника массой 31,1 г и диаметром 38,61 мм выпускались в 2004—2013 годах.
Аверс у всех монет серии одинаковый: стилизованное изображение четырёх всадников, название государства, знак монетного двора, номинал, масса и проба металла.
Реверс: позолоченное изображение одного из золотых изделий кочевников, найденных при археологических раскопках на территории Казахстана; название находки на казахском и английском языках, спираль, название серии на каз. КӨШПЕНДІЛЕР АЛТЫНЫ и на англ. THE GOLD OF NOMADS, год выпуска монеты. В оформлении реверса монет «Фрагмент диадемы» и «Сатир» дополнительно использована цветная эмаль.
Гурт гладкий. Тираж каждой монеты — 5000 штук.
| 2004 |  | Золотой олень каз. АЛТЫН БҰҒЫ англ. THE GOLDEN DEER             |      | 2009 |                                                            | Сатир каз. САТИР англ. SATIR |
| 2005 |  | Голова тигра каз. ЖОЛБАРЫСТЫҢ БАСЫ англ. THE HEAD OF TIGER      | 2010 |      | Олени. Пряжки каз. БҰҒЫЛАР. ӘШЕКЕЙЛЕР англ. BUCKLES. DEERS |                              |
| 2006 |  | Всадник каз. ШАБАНДОЗ англ. RIDER                               | 2011 |      | Голова лося каз. БҰЛАННЫҢ БАСЫ англ. ELK'S HEAD            |                              |
| 2007 |  | Перстень каз. ЖҮЗІК англ. SEAL-RING                             | 2012 |      | Лось. Накладка каз. БҰЛАН. БАСТЫРМА англ. ELK. PLAQUE      |                              |
| 2008 |  | Фрагмент диадемы каз. ДИАДЕМА БӨЛІГІ англ. FRAGMENT OF A DIADEM | 2013 |      | Архар каз. АРҚАР англ. LYING ARGALI                        |                              |

### Серия «Спорт»
Монеты серии номиналом 100 тенге выпускаются с 2004 года.
| 2004 | | Чемпионат мира по футболу 2006                          |
| 2004 | Аверс: герб Казахстана на фоне стилизованного изображения стадиона, название государства, логотип НБРК, номинал и год выпуска. Реверс: два футболиста на фоне стилизованного футбольного мяча, название мероприятия на англ. 2006 FIFA WORLD CUP GERMANY™, масса и проба металла, знак монетного двора. Гурт рубчатый. Масса: 31,1 г. Диаметр: 38,61 мм. Тираж: 6000 шт. |                                                         |
| 2004 | | Летние Олимпийские игры 2004                            |
| 2004 | Аверс: герб Казахстана на фоне стилизованного изображения стадиона, название государства, логотип НБРК, масса и проба металла, номинал и год выпуска. Реверс: два велосипедиста, название мероприятия на англ. OLYMPIC GAMES 2004. Гурт рубчатый. Масса: 31,1 г. Диаметр: 38,61 мм. Тираж: 10 000 шт.                                                                    |                                                         |
| 2005 | | Зимние Олимпийские игры 2006                            |
| 2005 | Аверс: герб Казахстана на фоне стилизованного изображения стадиона, название государства, логотип НБРК, номинал и год выпуска. Реверс: три лыжника на лыжне, название мероприятия на англ. OLYMPIC GAMES 2006, масса и проба металла. Гурт рубчатый. Масса: 31,1 г. Диаметр: 38,61 мм. Тираж: 11 000 шт.                                                                 |                                                         |
| 2006 | | Летние Олимпийские игры 2008. Бокс                      |
| 2006 | Аверс: герб Казахстана на фоне стилизованного изображения стадиона, название государства, логотип НБРК, номинал и год выпуска. Реверс: сцена бокса, название мероприятия на англ. OLYMPIC GAMES 2008, элементы флага Казахстана, масса и проба металла. Гурт рубчатый. Масса: 31,1 г. Диаметр: 38,61 мм. Тираж: 12 000 шт.                                               |                                                         |
| 2007 | | Летние Олимпийские игры 2008. Пятиборье                 |
| 2007 | Аверс: герб Казахстана на фоне стилизованного изображения стадиона, название государства, логотип НБРК, масса и проба металла, номинал и год выпуска. Реверс: сцены пятиборья, название мероприятия на англ. OLYMPIC GAMES 2008. Гурт рубчатый. Масса: 31,1 г. Диаметр: 38,61 мм. Тираж: 10 000 шт.                                                                      |                                                         |
| 2009 | | Зимние Олимпийские игры 2010                            |
| 2009 | Аверс: герб Казахстана на фоне стилизованного изображения стадиона, название государства, логотип НБРК, масса и проба металла, номинал и год выпуска. Реверс: лыжник, прыгающий с трамплина, название мероприятия на англ. OLYMPIC GAMES 2010. Гурт рубчатый. Масса: 31,1 г. Диаметр: 38,61 мм. Тираж: 12 000 шт.                                                        |                                                         |
| 2009 | | Чемпионат мира по футболу 2010                          |
| 2009 | Аверс: герб Казахстана на фоне стилизованного изображения стадиона, название государства, логотип НБРК, масса и проба металла, номинал и год выпуска. Реверс: футболист с позолоченным мячом, название мероприятия на англ. 2010 FIFA WORLD CUP SOUTH AFRICA™. Гурт рубчатый. Масса: 31,1 г. Диаметр: 38,61 мм. Тираж: 10 000 шт.                                        |                                                         |
| 2010 | | Летние Олимпийские игры 2012. Вольная борьба            |
| 2010 | Аверс: герб Казахстана на фоне стилизованного изображения стадиона, название банка-эмитента и его логотип, масса и проба металла, номинал и год выпуска. Реверс: сцена борьбы, название мероприятия на англ. OLYMPIC GAMES 2012. Гурт рубчатый. Масса: 31,1 г. Диаметр: 38,61 мм. Тираж: 12 000 шт.                                                                      |                                                         |
| 2010 | | Летние Олимпийские игры 2012. Тяжёлая атлетика          |
| 2010 | Аверс: герб Казахстана на фоне стилизованного изображения стадиона, название банка-эмитента и его логотип, масса и проба металла, номинал и год выпуска. Реверс: атлет, поднимающий штангу, название мероприятия на англ. OLYMPIC GAMES 2012. Гурт рубчатый. Масса: 31,1 г. Диаметр: 38,61 мм. Тираж: 12 000 шт.                                                         |                                                         |
| 2011 | | Зимние Олимпийские игры 2014. Конькобежный спорт        |
| 2011 | Аверс: герб Казахстана на фоне стилизованного изображения стадиона, название банка-эмитента и его логотип, масса и проба металла, номинал и год выпуска. Реверс: конькобежец, название мероприятия на англ. OLYMPIC GAMES 2014. Гурт рубчатый. Масса: 31,1 г. Диаметр: 38,61 мм. Тираж: 8000 шт.                                                                         |                                                         |
| 2013 | | Зимние Олимпийские игры 2014. Хоккей с шайбой           |
| 2013 | Аверс: герб Казахстана на фоне стилизованного изображения стадиона, название банка-эмитента и его логотип, масса и проба металла, номинал и год выпуска. Реверс: сцена хоккея, название мероприятия на англ. OLYMPIC GAMES 2014. Гурт рубчатый. Масса: 31,1 г. Диаметр: 38,61 мм. Тираж: 8000 шт.                                                                        |                                                         |
| 2013 | | Летние Олимпийские игры 2016. Прыжки с шестом           |
| 2013 | Аверс: герб Казахстана на фоне стилизованного изображения стадиона, название банка-эмитента и его логотип, масса и проба металла, номинал и год выпуска. Реверс: прыгун с шестом, название мероприятия на англ. OLYMPIC GAMES 2014. Гурт рубчатый. Масса: 24 г. Диаметр: 37 мм. Тираж: 8000 шт.                                                                          |                                                         |
| 2013 | | Чемпионат мира по боксу 2013                            |
| 2013 | Аверс: герб Казахстана, название банка-эмитента, масса и проба металла, номинал и год выпуска. Реверс: сцена бокса, логотип AIBA, надпись на англ. ALMATY 2013, название мероприятия на англ. AIBA WORLD BOXING CHAMPIONSHIPS. Гурт рубчатый. Масса: 31,1 г. Диаметр: 38,61 мм. Тираж: 3000 шт.                                                                          |                                                         |
| 2014 | | Чемпионат мира по футболу 2014                          |
| 2014 | Аверс: герб Казахстана на фоне стилизованного изображения стадиона, название банка-эмитента и его логотип, масса и проба металла, номинал и год выпуска. Реверс: два футболиста, название мероприятия на англ. 2014 FIFA WORLD CUP BRAZIL™. Гурт рубчатый. Масса: 24 г. Диаметр: 37 мм. Тираж: 6000 шт.                                                                  |                                                         |
| 2014 | | Летние Олимпийские игры 2016. Баскетбол                 |
| 2014 | Аверс: герб Казахстана на фоне стилизованного изображения стадиона, название банка-эмитента и его логотип, масса и проба металла, номинал и год выпуска. Реверс: сцена баскетбола, название мероприятия на англ. OLYMPIC GAMES 2016. Гурт рубчатый. Масса: 24 г. Диаметр: 37 мм. Тираж: 8000 шт.                                                                         |                                                         |
| 2016 | | Чемпионат мира по боксу среди женщин 2016               |
| 2016 | Аверс: герб Казахстана на фоне стилизованного изображения стадиона, название государства, знак монетного двора, масса и проба металла, номинал и год выпуска, национальный орнамент. Реверс: официальная эмблема чемпионата. Гурт гладкий. Масса: 24 г. Размеры: 30×45 мм. Тираж: 1000 шт.                                                                               |                                                         |
| 2016 | | Летние Олимпийские игры 2016. Художественная гимнастика |
| 2016 | Аверс: герб Казахстана на фоне стилизованного изображения стадиона, название банка-эмитента и его логотип, масса и проба металла, номинал и год выпуска. Реверс: изображение гимнастки с цветными лентами, название мероприятия на англ. OLYMPIC GAMES 2016. Гурт рубчатый. Масса: 20 г. Размеры: 37 мм. Тираж: 3000 шт.                                                 |                                                         |
| 2017 | | 25 лет Национальному Олимпийскому комитету Казахстана   |
| 2017 | Аверс: герб Казахстана на фоне стилизованного изображения стадиона, название банка-эмитента и его логотип, масса и проба металла, номинал и год выпуска. Реверс: эмблема НОК Казахстана, надпись на англ. NATIONAL OLYMPIC COMMITTEE OF THE REPUBLIC OF KAZAKHSTAN 25 YEARS, окантовка из точек. Гурт рубчатый. Масса: 31,1 г. Размеры: 38,61 мм. Тираж: 1000 шт.        |                                                         |

### Серия «Обряды, национальные игры Казахстана»
Монеты серии номиналом 500 тенге, массой 31,1 г и диаметром 38,61 мм выпускались в 2006—2015 годах, с 2016 года монеты серии выпускаются массой 24 г и диаметром 37 мм. С аналогичным дизайном выпускаются медно-никелевые монеты номиналом 50 тенге.
Аверс герб Казахстана и номинал на фоне национального орнамента, название государства. У монеты 2010 года, кроме того, — эмблема ЕврАзЭС.
Реверс: сцена обряда или игры, её название на казахском, масса и проба металла, знак монетного двора (у монет 2015—2016 года вместо него логотип НБРК) и год выпуска.
Гурт рубчатый.
| 2006 |      | Укладывание в колыбель каз. БЕСІККЕ САЛУ Тираж: 4000 шт. |                                          | 2012 |                                                             | Новруз каз. НАУРЫЗ МЕЙРАМЫ Тираж: 4000 шт. |
| 2007 |      | Разрезание пут каз. ТҰСАУ КЕСУ Тираж: 4000 шт.           | 2013                                     |      | Встреча матери и дочери каз. СҮЙІНДІР Тираж: 4000 шт.       |                                            |
| 2008 |      | Догони девушку каз. ҚЫЗ ҚУУ Тираж: 4000 шт.              | 2014                                     |      | Кокпар каз. КӨКПАР Тираж: 3000 шт.                          |                                            |
| 2009 |      | Открытие лица невесты каз. БЕТАШАР Тираж: 4000 шт.       | 2015                                     |      | Благословение перед дорогой каз. БАТА Тираж: 3000 шт.       |                                            |
| 2010 |      | Создание новой семьи каз. ОТАУ КӨТЕРУ Тираж: 5000 шт.    | 2016                                     |      | Вывести из сорока дней каз. ҚЫРҚЫНАН ШЫҒАРУ Тираж: 3000 шт. |                                            |
| 2011 |      | Песенное состязание каз. АЙТЫС Тираж: 4000 шт.           | 2017                                     |      | Шашу каз. ШАШУ Тираж: 3000 шт.                              |                                            |
|      |      |                                                          |                                          | 2018 |                                                             | Суйинши каз. СҮЙІНШІ Тираж: 2000 шт.       |
|      | 2019 |                                                          | Кыз Узату каз. QYZ UZATÝ Тираж: 3000 шт. |      |                                                             |                                            |

### Серия «Растительный мир Казахстана»
Монеты серии номиналом 500 тенге, массой 31,1 г и диаметром 38,61 мм выпускались в 2006—2010 годах.
Аверс: композиция из листьев, название банка-эмитента и его логотип, номинал, масса и проба металла.
Реверс: растение и его название на казахском и латинском или английском языках, год выпуска монеты, знак монетного двора; одна из частей растения выполнена в виде голограммы.
Гурт рубчатый. Тираж каждой монеты — 4000 шт.
| 2006 |  | Тюльпан Регеля каз. ҚЫЗҒАЛДАҚ лат. TULIPA REGELII |      | 2009 |                                                            | Алматинский апорт каз. АЛМАТЫ АПОРТЫ англ. ALMATY APORT |
| 2007 |  | Эдельвейс каз. ЕҢЛІКГҮЛ лат. LEONTOPODIUM         | 2010 |      | Мак дикорастущий каз. ЖАБАЙЫ КӨКНӘР лат. PAPAVER PAVONINUM |                                                         |
| 2008 |  | Лён Ольги каз. ОЛЬГА ЗЫҒЫРЫ лат. LINUM OLGAE      |      |      |                                                            |                                                         |

### Серия «Художники Казахстана (графики)»
Монеты серии номиналом 500 тенге, массой 31,1 г и диаметром 38,61 мм выпускались в 2006—2008 годах.
Аверс: номинал и год выпуска на изображении картины, название государства, масса и проба металла, знак монетного двора.
Реверс: работа художника и её название на казахском и английском языке, автограф и имя художника на казахском и английском языке, логотип НБРК.
Гурт рубчатый. Тираж каждой монеты — 4000 шт.
| 2006 |  | Е. Сидоркин Яблоки Алма-Аты каз. АЛМАТЫНЫҢ АЛМАСЫ англ. APPLES OF ALMATY                                   |  | 2008 |  | С. Калмыков Без названия каз. АТАУЫ ЖОҚ англ. UNNAMED |
| 2007 |  | М. Кисамединов Серия «Движение» • Миф каз. «ҚОЗҒАЛЫС» СЕРИЯСЫ • ЕРТЕГІ-АҢЫЗ англ. «MOVEMENT» SERIES • MYTH |  |      |  |                                                       |

### Серия «Мечети и соборы Казахстана»
Монеты серии номиналом 500 тенге, массой 31,1 г и диаметром 38,61 мм выпускались в 2006—2010 годах.
Аверс: герб и название государства, номинал.
Реверс: изображение святыни, её название на казахском и русском языке, год выпуска монеты, масса и проба металла, знак монетного двора.
Гурт рубчатый.
| 2006 |  | Центральная мечеть (Алма-Ата) каз. ОРТАЛЫҚ МЕШІТ Тираж: 4000 шт.     |      | 2009 |                                                                    | Мечеть «Нур-Астана» каз. «НҰР-АСТАНА» МЕШІТІ Тираж: 4000 шт. |
| 2007 |  | Кафедральный собор (Алма-Ата) каз. КАФЕДРАЛЫҚ ШІРКЕУ Тираж: 4000 шт. | 2010 |      | Святилище «Бекет-Ата» каз. БЕКЕТ-АТА ҒИБАДАТХАНАСЫ Тираж: 4000 шт. |                                                              |
| 2008 |  | Жаркентская мечеть каз. ЖАРКЕНТ МЕШІТІ Тираж: 15 000 шт.             |      |      |                                                                    |                                                              |

### Серия «Знаменитые мечети мира»
Монеты серии номиналом 100 тенге, массой 31,1 г и диаметром 38,61 мм были выпущены в 2008 году. С аналогичным дизайном выпускались золотые монеты номиналом 500 тенге.
Аверс: стилизованное изображение арки и спирали, символизирующее вход в мечеть, название банка-эмитента и его логотип, знак монетного двора, номинал, год выпуска, проба металла.
Реверс: вид на мечеть; название святыни и города, где она расположена (только у монет «Мавзолей Ходжи Ахмеда Ясави» и «Мечеть Фейсал», на английском языке.
Гурт рубчатый. Тираж каждой монеты — 6000 шт.
| 2006 |  | Мавзолей Ходжи Ахмеда Ясави (Туркестан, Казахстан) |      | 2006 |                                     | Мечеть Фейсал (Исламабад, Пакистан) |
| 2006 |  | Мечеть Байтуррахман Рая (Банда-Ачех, Индонезия)    | 2006 |      | Мечеть Захир (Алор-Сетар, Малайзия) |                                     |

### Серия «Фауна и флора Казахстана»
Монеты серии — овальной формы, номиналом 100 и 500 тенге; размеры монет — 38,61 × 28,81 мм, выпускаются с 2008 года.
Гурт рубчатый.
| 2008 | | Парусник Алексанор    |
| 2008 | Аверс: одуванчики, окружённые контуром бабочки, название банка-эмитента, знак монетного двора, номинал, год выпуска, масса и проба металла. Реверс: изображения трёх бабочек (обычное, позолоченное и голографическое) над зонтичными растениями, название вида на каз. КӨБЕЛЕК и лат. PAPILIO ALEXANOR. Номинал: 500 тенге. Масса: 24 г. Тираж: 4000 шт.        |                       |
| 2009 | | Обыкновенный фламинго |
| 2009 | Аверс: одуванчики на фоне бабочки, название банка-эмитента, знак монетного двора, номинал, год выпуска, масса и проба металла. Реверс: два фламинго и Солнце, голографическое изображение водной глади, название вида на каз. ҚОҚИҚАЗ и лат. PHOENICOPTERUS ROSEUS. Номинал: 500 тенге. Масса: 24 г. Тираж: 4000 шт.                                             |                       |
| 2010 | | Ушастая круглоголовка |
| 2010 | Аверс: одуванчики, окружённые контуром бабочки, название банка-эмитента, знак монетного двора, номинал, год выпуска, масса и проба металла. Реверс: изображения двух круглоголовок (одно из них позолоченное) на фоне пустыни, название вида на каз. ҚҰЛАҚТЫ ЖҰМЫРБАС КЕСІРТКЕ и лат. PHRYNOCEPHALUS MYSTACEUS. Номинал: 500 тенге. Масса: 24 г. Тираж: 4000 шт. |                       |
| 2011 | | Осетровые             |
| 2011 | Аверс: стилизованное изображение осетра на фоне волн и Солнца, название банка-эмитента, знак монетного двора, номинал, масса и проба металла. Реверс: изображения двух осетров (одно из них позолоченное) в воде, название семейства на каз. БЕКІРЕ и лат. ACIPENSERIDAE, год выпуска. Номинал: 500 тенге. Масса: 24 г. Тираж: 5000 шт.                          |                       |
| 2012 | | Малый тушканчик       |
| 2012 | Аверс: тушканчик на фоне стилизованного изображения пустыни и Солнца, название банка-эмитента, знак монетного двора, номинал, масса и проба металла. Реверс: изображение тушканчика на фоне растрескавшейся почвы, название вида на каз. ҚОСАЯҚ и лат. ALLACTAGA ELATER, год выпуска. Номинал: 500 тенге. Масса: 24 г. Тираж: 5000 шт.                           |                       |
| 2012 | | Белый аист            |
| 2012 | Аверс: герб Казахстана, название банка-эмитента, знак монетного двора, номинал, масса и проба металла, год выпуска, национальный орнамент. Реверс: позолоченное изображение аиста на фоне прибрежной растительности, название вида на каз. АҚ ДЕГЕЛЕК и лат. CICONIA CICONIA. Номинал: 100 тенге. Масса: 24 г. Тираж: 15 000 шт.                                 |                       |
| 2013 | | Каспийский тюлень     |
| 2013 | Аверс: стилизованное изображение тюленя в воде и Солнца, название банка-эмитента, знак монетного двора, номинал, масса и проба металла. Реверс: тюлень с детёнышем на фоне льдин, позолоченное изображение Солнца, название вида на каз. КАСПИЙ ИТБАЛЫҒЫ и лат. PHOCA CASPICA, год выпуска. Номинал: 500 тенге. Масса: 24 г. Тираж: 5000 шт.                     |                       |
| 2014 | | Лебедь-кликун         |
| 2014 | Аверс: герб Казахстана, название банка-эмитента, знак монетного двора, номинал, масса и проба металла, год выпуска, национальный орнамент. Реверс: позолоченное изображение лебедя на фоне водоёма, название вида на каз. СҰҢҚЫЛДАҚ АҚҚУ и лат. CYGNUS CYGNUS. Номинал: 100 тенге. Масса: 24 г. Тираж: 13 000 шт.                                                |                       |
| 2014 | | Шафран алатавский     |
| 2014 | Аверс: герб Казахстана на фоне стилизованного цветка, название банка-эмитента, знак монетного двора, номинал, масса и проба металла. Реверс: изображение растений (часть одного из цветков позолочена), название вида на каз. БӘЙШЕШЕК и лат. CROCUS ALATAVICUS, год выпуска. Номинал: 500 тенге. Масса: 31,1 г. Тираж: 3000 шт.                                 |                       |
| 2015 | | Райская мухоловка     |
| 2015 | Аверс: Земной шар в руках человека, название банка-эмитента, номинал, масса и проба металла. Реверс: изображение мухоловки на фоне листвы, выполненное тампопечатью, название вида на каз. ШЫБЫНШЫ ТОРҒАЙ и лат. TERPSIPHONE PARADISI, год выпуска. Номинал: 500 тенге. Масса: 31,1 г. Тираж: 3000 шт.                                                           |                       |
| 2016 | | Саксаул               |
| 2016 | Аверс: Земной шар в руках человека, название банка-эмитента и его логотип, номинал, масса и проба металла. Реверс: изображение саксаула с фрагментом, выполненным тампопечатью, название дерева на каз. СЕКСЕУІЛ и лат. HALOXYLON, год выпуска. Номинал: 500 тенге. Масса: 24 г. Тираж: 3000 шт.                                                                 |                       |
| 2016 | | Тюльпан Грейга        |
| 2016 | Аверс: Земной шар в руках человека, название банка-эмитента и его логотип, номинал, масса и проба металла. Реверс: изображение тюльпана, выполненным тампопечатью, название растения на каз. ГРЕЙГ ҚЫЗҒАЛДАҒЫ и лат. TULIPA GREIGII, год выпуска. Номинал: 500 тенге. Масса: 24 г. Тираж: 1000 шт.                                                               |                       |

### Серия «Великие полководцы»
Монеты серии номиналом 100 тенге, массой 31,1 г и диаметром 38,61 мм выпускались в 2008—2015 годах.
Аверс: герб Казахстана, всадник, название банка-эмитента, номинал, знак монетного двора (кроме монеты «Тамерлан»), год выпуска.
Реверс: изображение полководца, его имя на английском и время жизни, масса и проба металла, знак монетного двора (у монеты «Тамерлан»).
Гурт гладкий.
| 2008 |  | Чингисхан англ. CHINGIZ KHAN (1162—1227) Тираж: 13 000 шт. |      | 2012 |                                                         | Бейбарс I англ. SULTAN BAYBARS (1223—1277) Тираж: 15 000 шт. |
| 2009 |  | Аттила англ. ATTILA THE HUN (406—453) Тираж: 13 000 шт.    | 2014 |      | Тамерлан англ. AMIR TIMUR (1336—1405) Тираж: 13 000 шт. |                                                              |
| 2010 |  | Томирис англ. TOMIRIS (VI в.с.) Тираж: 13 000 шт.          |      |      |                                                         |                                                              |

### Серия «Восточный календарь»
Монеты серии номиналом 500 тенге в форме 12-гранника массой 31,1 г и диаметром 38,61 мм выпускаются с 2011 года. С таким же дизайном выпускаются золотые монеты номиналом 500 тенге.
Аверс: символы знаков зодиака на фоне звёзд, название государства, номинал, масса и проба металла, стилизованное изображение Солнца.
Реверс: крупное изображение животного — символа текущего года, окружённое изображениями других животных, надписи на рус. ВОСТОЧНЫЙ КАЛЕНДАРЬ, каз. ШЫҒЫС КҮНТІЗБЕСІ и англ. ORIENTAL CALENDAR, год выпуска монеты и знак монетного двора.
Гурт гладкий.
| 2011 |  | Год кролика Тираж: 5000 шт. |      | 2015 |                              | Год овцы Тираж: 3000 шт.   |
| 2012 |  | Год дракона Тираж: 5000 шт. | 2016 |      | Год обезьяны Тираж: 3000 шт. |                            |
| 2013 |  | Год змеи Тираж: 5000 шт.    | 2017 |      | Год петуха Тираж: 3000 шт.   |                            |
| 2014 |  | Год лошади Тираж: 5000 шт.  | 2018 |      | Год собаки Тираж: 3000 шт.   |                            |
|      |  |                             |      | 2019 |                              | Год кабана Тираж: 1000 шт. |
|      |  |                             |      | 2020 |                              | Год мыши Тираж: 1500 шт.   |

### Серия «Достояние Республики»
Монеты серии номиналом 500 тенге имеют разные характеристики. В рамках этой серии также была выпущена биметаллическая монета номиналом 500 тенге, посвящённая космодрому Байконур.
| 2011 | | Иссыкский вождь                                                     |
| 2011 | Аверс: элемент головного убора Иссыкского вождя в виде крылатых коней с рогами, название банка-эмитента и его логотип, национальный орнамент, знак монетного двора, номинал, год выпуска, масса и проба металла. Реверс: позолоченное изображение Иссыкского вождя, его название на каз. ЕСІК КӨСЕМІ и англ. ISSYK CHIEFTAIN, национальный орнамент. Гурт гладкий. Масса: 31,1 г. Диаметр: 38,61 мм. Тираж: 5000 шт.                    |                                                                     |
| 2012 | | Петроглифы Тамгалы                                                  |
| 2012 | Аверс: на фоне изображения каменной поверхности с петроглифами — герб Казахстана, название банка-эмитента и его логотип, знак монетного двора, номинал, год выпуска, масса и проба металла. Реверс: изображение солярного божества и позолоченного цветка, надпись «Петроглифы Тамгалы» на каз. ТАМҒАЛЫ ПЕТРОГЛИФТЕРІ и англ. PETROGLYPHS OF TAMGALY. Гурт гладкий. Масса: 24,0 г. Размеры: 31,0 × 31,2 мм. Тираж: 5000 шт.             |                                                                     |
| 2012 | | Петроглифы Тамгалы                                                  |
| 2012 | Аверс: на фоне изображения каменной поверхности с петроглифами — герб Казахстана, название банка-эмитента и его логотип, знак монетного двора, номинал, год выпуска, масса и проба металла. Реверс: изображение солярного божества и цветка, выполненное тампопечатью, надпись «Петроглифы Тамгалы» на каз. ТАМҒАЛЫ ПЕТРОГЛИФТЕРІ и англ. PETROGLYPHS OF TAMGALY. Гурт гладкий. Масса: 50,0 г. Размеры: 40,1 × 40,4 мм. Тираж: 5000 шт. |                                                                     |
| 2013 | | Родина яблок                                                        |
| 2013 | Аверс: стилизованное изображение яблони, корнями уходящей в гористую местность, название государства, логотип НБРК, национальный орнамент, номинал. Реверс: яблоня с позолоченными плодами, надпись «Родина яблок» на каз. АЛМА ОТАНЫ и англ. HOMELAND OF APPLES, знак монетного двора, год выпуска, масса и проба металла. Гурт рубчатый. Масса: 31,1 г. Диаметр: 38,61 мм. Тираж: 7000 шт.                                            |                                                                     |
| 2014 | | Среднеазиатская овчарка                                             |
| 2014 | Аверс: на фоне национального орнамента — герб и название государства, номинал, масса и проба металла. Реверс: собаки на фоне горного пейзажа (часть композиции с позолотой), название породы на каз. ТӨБЕТ, год выпуска. Гурт рубчатый. Масса: 31,1 г. Диаметр: 38,61 мм. Тираж: 5000 шт. |                                                                     |
| 2015 | | Тазы                                                                |
| 2015 | Аверс: на фоне национального орнамента — герб Казахстана, название банка-эмитента и его логотип, номинал. Реверс: позолоченное изображение собак на фоне горного пейзажа, название породы на каз. ТАЗЫ, масса и проба металла, год выпуска. Гурт гладкий. Масса: 31,1 г. Размеры: 45×30 мм. Тираж: 4000 шт. |                                                                     |
| 2017 | | Золотое зерно степи                                                 |
| 2017 | Аверс: на фоне национального орнамента — герб и название государства, номинал, масса и проба металла. Реверс: девушка в национальной одежде с караваем на фоне поля, позолоченное изображение Солнца со строкой государственного гимна на каз. АЛТЫН ДӘН ДАЛАСЫ, изображение колосьев пшеницы, часть которого позолочена, знак монетного двора. Гурт рубчатый. Масса: 31,1 г. Диаметр: 38,61 мм. Тираж: 500 шт.                         |                                                                     |
| 2017 | | 50 лет со дня выпуска мультфильма «Почему у ласточки хвост рожками» |
| 2017 | Аверс: на фоне стилизации под киноплёнку — название государства, номинал, масса и проба металла, знак монетного двора, национальный орнамент и даты юбилея «1967 2017». Реверс: на фоне стилизации под киноплёнку — кадр из мультфильма и его название на каз. ҚАРЛЫҒАШТЫҢ ҚҰЙРЫҒЫ НЕГЕ АЙЫР и рус. ПОЧЕМУ У ЛАСТОЧКИ ХВОСТ РОЖКАМИ. Гурт гладкий. Масса: 24 г. Размеры: 45×30 мм. Тираж: 500 шт.                                       |                                                                     |

### Серия «Сказки Народа Казахстана»
Монеты серии номиналом 500 тенге, массой 31,1 г и диаметром 38,61 мм выпускаются с 2011 года, с 2016 года монеты серии выпускаются массой 24 г и диаметром 37 мм. С аналогичным дизайном выпускаются медно-никелевые монеты номиналом 50 тенге.
Аверс герб Казахстана и номинал на фоне национального орнамента, название государства. У монеты 2011 года, кроме того, — эмблема ЕврАзЭС.
Реверс: сцена сказки и её название, масса и проба металла, знак монетного двора (у монеты 2015 года вместо него логотип НБРК) и год выпуска.
Гурт рубчатый.
| 2011 |  | Алдар-Косе каз. АЛДАР-КӨСЕ Тираж: 4000 шт. |      | 2015 |                                                                                              | Ходжа Насреддин каз. ҚОЖАНАСЫР узб. NASRIDDIN AFANDI Тираж: 2000 шт. |
| 2012 |  | Колобок каз. БАУЫРСАҚ Тираж: 4000 шт.      | 2016 |      | Легенда о Тангуне кор. 단군전 каз. ТАНГУН ТУРАЛЫ АҢЫЗ Тираж: 2000 шт.                        |                                                                      |
| 2013 |  | Шурале каз. ШУРАЛЕ Тираж: 4000 шт.         | 2017 |      | Бременские музыканты каз. БРЕМЕН МУЗЫКАНТТАРЫ нем. DIE BREMER STADTMUSIKANTEN Тираж: 500 шт. |                                                                      |
| 2014 |  | Сирко укр. СІРКО Тираж: 4000 шт.           |      |      |                                                                                              |                                                                      |

### Серия «Монета — подарок»
Монеты серии номиналом 100 тенге, массой 31,1 г и размерами 45×30 мм выпускаются с 2015 года.
Аверс: герб Казахстана на фоне стилизованного цветка в обрамлении сургучной печати, название банка-эмитента, номинал, масса и проба металла, год выпуска монеты, на монете 2016 года — также логотип НБРК.
Гурт гладкий.
| 2014 | | 8 марта          |
| 2014 | Реверс: букет цветов в вазе, поверх него — цифра «8», выполненная цветной эмалью, надписи на каз. НАУРЫЗ — «Праздник», и на англ. MARCH и рус. МАРТА, знак монетного двора. Тираж: 4000 шт.      |                  |
| 2015 | | С Новым Годом!   |
| 2015 | Реверс: на фоне снежинок и зимнего пейзажа — три ёлочных шара, выполненные цветной эмалью, поздравления на каз. ЖАҢА ЖЫЛДАРЫҢЫЗБЕН!, рус. С НОВЫМ ГОДОМ! и англ. HAPPY NEW YEAR! Тираж: 4000 шт. |                  |
| 2016 | | С днём рождения! |
| 2016 | Реверс: композиция из цветов, три из которых выполнены тампопечатью, поздравления на каз. Туған Күніңмен! и рус. С Днём Рождения! Тираж: 2000 шт.                                                |                  |

### Серия «Портреты на банкнотах»
Монеты серии номиналом 500 тенге, массой 31,1 г и диаметром 38,61 мм выпускаются с 2014 года. С аналогичным дизайном выпускаются золотые монеты номиналом 500 тенге и медно-никелевые монеты номиналом 50 тенге.
Аверс: герб и название государства, номинал, национальный орнамент, логотип НБРК.
Реверс: фрагмент банкноты 1993 года с портретом деятеля, его имя, национальный орнамент, масса и проба металла, год выпуска монеты.
Гурт рубчатый.
| 2014 |  | Чокан Валиханов (10 тенге) Тираж: 3000 шт. |      | 2016 |                                       | Абулхайр-хан (50 тенге) Тираж: 3000 шт. |
| 2015 |  | Абай Кунанбаев (20 тенге) Тираж: 3000 шт.  | 2017 |      | Абылай-хан (100 тенге) Тираж: 500 шт. |                                         |

### Серия «Сокровища степи»
Монеты серии номиналом 500 тенге, массой 31,1 г и диаметром 43 мм выпускаются с 2015 года. С таким же дизайном выпускаются медно-никелевые монеты номиналом 50 тенге.
Аверс: герб Казахстана, название банка-эмитента и его логотип, номинал, знак монетного двора, масса и проба металла, национальный орнамент.
Реверс: находка на фоне национального орнамента, её название на казахском и английском языке и название серии на каз. ДАЛА ҚАЗЫНАСЫ и англ. TREASURES OF THE STEPPE. Часть изображения на монете «Подвеска» покрыта позолотой.
Гурт гладкий.
| 2014 |      | Тайказан каз. ТАЙҚАЗАН англ. TAIKAZAN Тираж: 5000 шт. |                                                         | 2015 |  | Подвеска каз. АЛҚА англ. PENDANT Тираж: 3000 шт. |
|      |      |                                                       |                                                         | 2016 |  | Култегин каз. КҮЛТЕГІН Тираж: 5000 шт.           |
|      | 2017 |                                                       | Домбра каз. ДОМБЫРА Тираж: 3000 шт.                     |      |  |                                                  |
|      | 2018 |                                                       | Орнамент каз. ШАРШЫ Тираж: 2000 шт.                     |      |  |                                                  |
|      | 2019 |                                                       | Покрывало каз. QURAQ KÓRPE Тираж: 1500 шт.              |      |  |                                                  |
|      | 2019 |                                                       | Тобольский мыслитель каз. TOBYL OISHYLY Тираж: 1000 шт. |      |  |                                                  |

### Серия «От сердца к сердцу»
| 2014 | | Мама   |
| 2014 | Аверс: стилизованное изображение сердца, название банка-эмитента на, номинал, масса и проба металла, знак монетного двора. Реверс: мать с ребёнком на фоне стилизованного позолоченного изображения Солнца, надписи на каз. АНА и рус. МАМА, год выпуска монеты, название серии на каз. ЖҮРЕКТЕН ЖҮРЕККЕ, рус. ОТ СЕРДЦА К СЕРДЦУ и англ. FROM HEART TO HEART. Гурт рубчатый. Номинал: 500 тенге. Масса: 31,1 г. Диаметр: 38,61 мм. Тираж: 5000 шт. |        |
| 2016 | | Любовь |
| 2016 | Аверс: стилизованное изображение сердца, название банка-эмитента и его логотип, номинал, масса и проба металла, знак монетного двора. Реверс: позолоченное изображение двух влюблённых, надписи на каз. МАХАББАТ и рус. ЛЮБОВЬ, год выпуска монеты, название серии на каз. ЖҮРЕКТЕН ЖҮРЕККЕ, рус. ОТ СЕРДЦА К СЕРДЦУ и англ. FROM HEART TO HEART. Гурт рубчатый. Номинал: 500 тенге. Масса: 31,1 г. Диаметр: 38,61 мм. Тираж: 2000 шт.              |        |

### Серия «Магические символы»
| 2016 | | Подкова             |
| 2016 | Аверс: номинал, масса и проба металла на фоне национального орнамента, название банка-эмитента и его логотип, знак монетного двора. Реверс: спираль, окружённая надписями на каз. ІСКЕ СӘТ, рус. НА СЧАСТЬЕ и англ. FOR LUCK, год выпуска, позолоченное изображение подковы. Гурт гладкий. Номинал: 100 тенге. Масса: 31,1 г. Диаметр: 38,61 мм. Тираж: 6000 шт. |                     |
| 2017 | | Тумар               |
| 2017 | Монета в виде футляра состоит из двух подвижных частей, имеет в верхней части отверстие. Аверс: номинал, год выпуска монеты, масса и проба металла на фоне национального орнамента, название банка-эмитента и его логотип, знак монетного двора. Реверс: орнаментальный круг со вставкой из бирюзы, окружённый надписями на каз. ТҰМАР • СИҚЫРЛЫ НЫШАНДАР и англ. MAGIC OF SYMBOLS • TUMAR — «Магические символы • Амулет». Гурт гладкий. Номинал: 100 тенге. Масса: 31,1 г. Диаметр: 40 мм. Тираж: 6000 шт. |                     |
| 2018 | | Монета благополучия |
| 2018 | Аверс: номинал, год выпуска монеты, масса и проба металла на фоне национального орнамента, название банка-эмитента и его логотип, знак монетного двора. Гурт гладкий. Номинал: 100 тенге. Масса: 31,1 г. Диаметр: 38,61 мм. Тираж: 2500 шт. |                     |

## Монеты вне серий

### Монеты 1999—2004
| 1999 | | Рубеж тысячелетий                      |
| 1999 | Аверс: герб Казахстана на фоне 8-конечной звезды, название банка-эмитента, номинал, проба металла, год выпуска. Реверс: сюжетные композиции прошлого и будущего, надписи на рус. РУБЕЖ ТЫСЯЧЕЛЕТИЙ и каз. FАСЫРЛАР БЕЛЕСI, национальный орнамент. Гурт гладкий. Номинал: 100 тенге. Масса: 24 г. Диаметр: 37 мм. Тираж: 2000 шт. |                                        |
| 2000 | | 1500-летие Туркестана                  |
| 2000 | Аверс: название банка-эмитента и его логотип, номинал, проба металла, знак монетного двора, год выпуска, национальный орнамент. Реверс: вид на мавзолей Ходжи Ахмеда Ясави, его название на каз. КОЖА АХМЕТ ЯСАУИ КЕСЕНЕСI, надпись на каз. ТYРКІСТАН 1500 ЖЫЛ, национальный орнамент. Гурт гладкий. Номинал: 100 тенге. Масса: 24 г. Диаметр: 37 мм. Тираж: 3000 шт.                                                                  |                                        |
| 2001 | | 10 лет независимости                   |
| 2001 | Аверс: герб Казахстана на фоне 8-конечной звезды, название банка-эмитента, знак монетного двора, номинал, масса и проба металла. Реверс: статуя Иссыкского золотого человека в Астане на фоне флага Казахстана, надпись на каз. ТӘУЕЛСІЗ ҚАЗАҚСТАНҒА 10 ЖЫЛ, год выпуска. Гурт гладкий. Номинал: 500 тенге. Масса: 24 г. Диаметр: 37 мм. Тираж: 3000 шт.                                                                               |                                        |
| 2001 | | 10 лет независимости                   |
| 2001 | Аверс: герб Казахстана на фоне 8-конечной звезды, название банка-эмитента, знак монетного двора, номинал, масса и проба металла. Реверс: статуя Иссыкского золотого человека в Астане на фоне карты Казахстана и элемента флага, надпись на каз. ТӘУЕЛСІЗ ҚАЗАҚСТАНҒА 10 ЖЫЛ, год выпуска. Гурт рубчатый. Номинал: 5000 тенге. Масса: 1000 г. Диаметр: 100 мм. Тираж: 100 шт.                                                          |                                        |
| 2003 | | 10 лет тенге                           |
| 2003 | Аверс: изображение герба Казахстана, выполненное из эмали и позолоты, название государства, год выпуска. Реверс: изображения монет 1, 3, 5, 10 и 20 тенге образца 1993 года, номинал, надпись на каз. ТЕҢГЕГЕ 10 ЖЫЛ, логотип НБРК и знак монетного двора, масса и проба металла. Гурт гладкий. Номинал: 1000 тенге. Масса: 67,25 г. Диаметр: 50 мм. Тираж: 3000 шт.                                                                   |                                        |
| 2003 | | 10 лет тенге                           |
| 2003 | Аверс: изображение флага Казахстана, выполненное из эмали и позолоты, название государства, номинал, национальный орнамент. Реверс: изображение банкноты в 5000 тенге образца 1998 года и памятной монеты в 500 тенге «10 лет независимости» 2001 года, надпись на каз. ТЕҢГЕГЕ 10 ЖЫЛ, логотип НБРК и знак монетного двора, масса и проба металла. Гурт гладкий. Номинал: 1000 тенге. Масса: 67,25 г. Диаметр: 50 мм. Тираж: 3000 шт. |                                        |
| 2004 | | 100 лет Казахстанским железным дорогам |
| 2004 | Аверс: герб Казахстана на фоне 8-конечной звезды, название банка-эмитента, знак монетного двора, номинал, масса и проба металла. Реверс: электровоз и паровоз на фоне карты железнодорожной сети Казахстана, надпись на каз. ҚАЗАҚСТАН ТЕМІРЖОЛЫНА 100 ЖЫЛ, год выпуска. Гурт гладкий. Номинал: 500 тенге. Масса: 24 г. Диаметр: 37 мм. Тираж: 3000 шт.                                                                                |                                        |

### Монеты 2008—2009
| 2008 | | Столицы стран ЕврАзЭС. Астана        |
| 2008 | Аверс: герб Казахстана на фоне 8-конечной звезды, название банка-эмитента, знак монетного двора, номинал, масса и проба металла. Реверс: коллаж из достопримечательностей Астаны, эмблема ЕврАзЭС, надпись на рус. СТОЛИЦЫ СТРАН ЕВРАЗЭС АСТАНА, год выпуска. Гурт гладкий. Номинал: 500 тенге. Масса: 31,1 г. Диаметр: 38,61 мм. Тираж: 5000 шт. |                                      |
| 2008 | | 10 лет Астане как столице Казахстана |
| 2008 | Аверс: герб Казахстана на фоне 8-конечной звезды, название банка-эмитента, знак монетного двора, номинал, масса и проба металла. Реверс: коллаж из достопримечательностей Астаны, герб города, надпись на каз. АСТАНА 10 ЖЫЛ, год выпуска. Гурт рубчатый. Номинал: 5000 тенге. Масса: 1000 г. Диаметр: 100 мм. Тираж: 500 шт. |                                      |
| 2008 | | 15 лет тенге                         |
| 2008 | Аверс: герб Казахстана на фоне 8-конечной звезды, название банка-эмитента, знак монетного двора, номинал, масса и проба металла. Реверс: на фоне орнамента из символов тенге — крупный символ тенге, изображения памятных монет «Тюркский всадник», «Тюльпан Регеля» и «Космос» и банкноты в 10 000 тенге образца 2006 года; надпись на каз. ТЕҢГЕГЕ 15 ЖЫЛ, год выпуска. Гурт рубчатый. Номинал: 500 тенге. Масса: 31,1 г. Диаметр: 38,61 мм. Тираж: 5000 шт. |                                      |
| 2009 | | Балхашский тигр                      |
| 2009 | Аверс: герб Казахстана на фоне 8-конечной звезды, название банка-эмитента, знак монетного двора, эмблема ЕврАзЭС, номинал, масса и проба металла. Реверс: изображение тигра в зарослях, название животного на каз. БАЛҚАШ ЖОЛБАРЫСЫ и англ. BALKHASH TIGER, год выпуска. Гурт рубчатый. Номинал: 500 тенге. Масса: 31,1 г. Диаметр: 38,61 мм. Тираж: 5000 шт.                                                                                                  |                                      |
| 2009 | | Алпамыс-батыр                        |
| 2009 | Аверс: герб Казахстана на фоне 8-конечной звезды, название банка-эмитента, знак монетного двора, эмблема ЕврАзЭС, номинал, масса и проба металла. Реверс: изображение богатыря (по мотивам иллюстраций Е. Сидоркина), имя персонажа на каз. АЛПАМЫС БАТЫР, год выпуска. Гурт рубчатый. Номинал: 500 тенге. Масса: 31,1 г. Диаметр: 38,61 мм. Тираж: 5000 шт.                                                                                                   |                                      |
| 2009 | | Ирбис                                |
| 2009 | Аверс: герб Казахстана и номинал на фоне национального орнамента, название банка-эмитента, знак монетного двора, масса и проба металла. Реверс: пара ирбисов на фоне горного пейзажа, название животного на каз. БАРЫС и лат. UNCIA UNCIA, год выпуска. Гурт рубчатый. Номинал: 100 тенге. Масса: 31,1 г. Диаметр: 38,61 мм. Тираж: 7000 шт. |                                      |
| 2009 | | Ирбис                                |
| 2009 | Аверс: герб Казахстана и номинал на фоне национального орнамента, название банка-эмитента, знак монетного двора, масса и проба металла. Реверс: пара ирбисов на фоне горного пейзажа, название животного на каз. БАРЫС и лат. UNCIA UNCIA, год выпуска. Гурт рубчатый. Номинал: 5000 тенге. Масса: 1000 г. Диаметр: 100 мм. Тираж: 700 шт. |                                      |
| 2009 | | Тигр                                 |
| 2009 | Аверс: герб Казахстана, номинал, название банка-эмитента, масса и проба металла, национальный орнамент. Реверс: позолоченное изображение тигра со вставками из 2-х бриллиантов 0,007 ct на месте глаз, название животного на англ. TIGER и лат. PANTHERA TIGRIS, знак монетного двора, год выпуска. Гурт рубчатый. Номинал: 100 тенге. Масса: 31,1 г. Диаметр: 38,61 мм. Тираж: 13 000 шт.                                                                     |                                      |
| 2009 | | Каракал                              |
| 2009 | Аверс: герб Казахстана, номинал, название банка-эмитента, масса и проба металла, национальный орнамент. Реверс: позолоченное изображение каракала со вставками из 2-х бриллиантов 0,007 ct на месте глаз, название животного на каз. ҚАРАҚАЛ и лат. FELIS CARACAL, знак монетного двора, год выпуска. Гурт рубчатый. Номинал: 100 тенге. Масса: 31,1 г. Диаметр: 38,61 мм. Тираж: 13 000 шт.                                                                   |                                      |

### Монеты 2010—2012
| 2010 | | 10 лет ЕврАзЭС                              |
| 2010 | Аверс: герб Казахстана на фоне 8-конечной звезды, название банка-эмитента, знак монетного двора, номинал, масса и проба металла. Реверс: эмблема ЕврАзЭС и изображения гербов стран-участниц организации (Казахстана, Киргизии, России, Белоруссии и Таджикистана), надпись на рус. 10 ЛЕТ ЕврАзЭС, год выпуска. Гурт рубчатый. Номинал: 500 тенге. Масса: 31,1 г. Диаметр: 38,61 мм. Тираж: 5000 шт.                       |                                             |
| 2010 | | 7-е Зимние Азиатские игры 2011              |
| 2010 | Аверс: изображение петроглифа «Солярное божество» в окружении снежинок, стилизованное изображение лыжни, название государства, знак монетного двора, номинал, масса и проба металла, год выпуска. Реверс: логотип игр в голографическом исполнении, название игр на каз. 7ші ҚЫСҚЫ АЗИЯ ОЙЫНДАРЫ и англ. 7th ASIAN WINTER GAMES. Гурт гладкий. Номинал: 500 тенге. Масса: 31,1 г. Диаметр: 38,61 мм. Тираж: 13 000 шт.      |                                             |
| 2010 | | 7-е Зимние Азиатские игры 2011              |
| 2010 | Аверс: изображение тяньшанской ели и лыжни, название государства, знак монетного двора, номинал, масса и проба металла, год выпуска. Реверс: логотип игр на фоне стилизованного изображения льда, идеограммы зимних видов спорта, название игр на каз. 7ші ҚЫСҚЫ АЗИЯ ОЙЫНДАРЫ и англ. 7th ASIAN WINTER GAMES. Гурт гладкий. Номинал: 5000 тенге. Масса: 1000 г. Диаметр: 100 мм. Тираж: 225 шт.                            |                                             |
| 2011 | | 20 лет независимости                        |
| 2011 | Аверс: герб государства, позолоченная карта Казахстана с изображением крылатого ирбиса, название банка-эмитента, знак монетного двора, номинал, масса и проба металла. Реверс: на фоне стилизованного циферблата часов — коллаж из достопримечательностей Астаны и Алма-Аты, надпись на каз. ТӘУЕЛСІЗ ҚАЗАҚСТАНҒА 20 ЖЫЛ, год выпуска. Гурт рубчатый. Номинал: 500 тенге. Масса: 31,1 г. Диаметр: 38,61 мм. Тираж: 5000 шт. |                                             |
| 2011 | | 20 лет независимости                        |
| 2011 | Аверс: герб государства, позолоченная карта Казахстана с изображением крылатого ирбиса, название банка-эмитента, знак монетного двора, номинал, масса и проба металла. Реверс: на фоне стилизованного циферблата часов — коллаж из достопримечательностей Астаны и Алма-Аты, надпись на каз. ТӘУЕЛСІЗ ҚАЗАҚСТАНҒА 20 ЖЫЛ, год выпуска. Гурт рубчатый. Номинал: 5000 тенге. Масса: 1000 г. Диаметр: 100 мм. Тираж: 200 шт.   |                                             |
| 2011 | | 10 лет ШОС                                  |
| 2011 | Аверс: герб Казахстана на фоне 8-конечной звезды, название банка-эмитента, знак монетного двора, номинал, масса и проба металла. Реверс: эмблема ШОС, надпись на каз. ШАНХАЙ ЫНТЫМАҚТАСТЫҚ ҰЙЫМЫНА 10 ЖЫЛ 2001-2011. Гурт рубчатый. Номинал: 500 тенге. Масса: 31,1 г. Диаметр: 38,61 мм. Тираж: 4000 шт. |                                             |
| 2012 | | 100 лет со дня рождения Динмухамеда Кунаева |
| 2012 | Аверс: гербы КазССР и Казахстана, название государства, знак монетного двора, номинал, масса и проба металла. Реверс: портреты Д. А. Кунаева в анфас и в профиль, его подпись, надпись на каз. Д. А. ҚОНАЕВ 100 ЖЫЛ, логотип НБРК, год выпуска. Гурт гладкий. Номинал: 500 тенге. Масса: 31,1 г. Диаметр: 38,61 мм. Тираж: 5000 шт.                                                                                         |                                             |
| 2012 | | 10 лет ОДКБ                                 |
| 2012 | Аверс: герб Казахстана на фоне 8-конечной звезды, название банка-эмитента, знак монетного двора, номинал, масса и проба металла. Реверс: эмблема ОДКБ, надписи на рус. 10 ЛЕТ ОРГАНИЗАЦИИ ДОГОВОРА О КОЛЛЕКТИВНОЙ БЕЗОПАСНОСТИ 2002 2012 и рус. 20 ЛЕТ ПОДПИСАНИЯ ДОГОВОРА О КОЛЛЕКТИВНОЙ БЕЗОПАСНОСТИ 1992 2012. Гурт рубчатый. Номинал: 500 тенге. Масса: 31,1 г. Диаметр: 38,61 мм. Тираж: 2000 шт.                      |                                             |

### Монеты 2013—2015
| 2013 | | 20 лет тенге                                         |
| 2013 | Аверс: герб Казахстана на фоне 8-конечной звезды, название банка-эмитента, знак монетного двора, номинал, масса и проба металла. Реверс: изображение монеты «20 лет независимости», окружённое изображениями различных банкнот национальной валюты, орнамент из символов тенге, надпись на каз. ТЕҢГЕГЕ 20 ЖЫЛ, год выпуска. Гурт рубчатый. Номинал: 500 тенге. Масса: 31,1 г. Диаметр: 38,61 мм. Тираж: 5000 шт.         |                                                      |
| 2013 | | 20 лет тенге                                         |
| 2013 | Аверс: герб Казахстана на фоне 8-конечной звезды, название банка-эмитента, знак монетного двора, номинал, масса и проба металла. Реверс: изображение монеты «20 лет независимости», окружённое изображениями различных банкнот национальной валюты, орнамент из символов тенге, надпись на каз. ТЕҢГЕГЕ 20 ЖЫЛ, год выпуска. Гурт рубчатый. Номинал: 5000 тенге. Масса: 1000 г. Диаметр: 100 мм. Тираж: 200 шт.           |                                                      |
| 2013 | | 10 лет Съезду лидеров мировых и традиционных религий |
| 2013 | Аверс: герб Казахстана и номинал на фоне национального орнамента, название государства. Реверс: Дворец мира и согласия в Астане, логотип НБРК, масса и проба металла, даты «2003-2013», название события на казахском, русском и английском языке. Гурт рубчатый. Номинал: 500 тенге. Масса: 31,1 г. Диаметр: 38,61 мм. Тираж: 3000 шт.                                                                                   |                                                      |
| 2014 | | 200 лет со дня рождения Тараса Шевченко              |
| 2014 | Аверс: герб Казахстана и номинал на фоне национального орнамента, название государства. Реверс: портрет Т. Шевченко, национальный украинский орнамент, имя писателя на русском языке и надпись «200 ЖЫЛ РОКІВ» на казахском и украинском языках, год выпуска монеты, масса и проба металла. Гурт рубчатый. Номинал: 500 тенге. Масса: 31,1 г. Диаметр: 38,61 мм. Тираж: 3000 шт.                                          |                                                      |
| 2014 | | 100 лет со дня рождения Шакена Айманова              |
| 2014 | Аверс: герб Казахстана и номинал на фоне национального орнамента, название государства. Реверс: портрет Ш. Айнанова, его имя на каз. Шәкен Айманов и даты юбилея (1914 2014) на фоне киноплёнки, масса и проба металла, знак монетного двора. Гурт рубчатый. Номинал: 500 тенге. Масса: 24 г. Диаметр: 37 мм. Тираж: 3000 шт.                                                                                             |                                                      |
| 2015 | | 70 лет победе в Великой Отечественной войне          |
| 2015 | Аверс: герб Казахстана на фоне 8-конечной звезды, название банка-эмитента, знак монетного двора, номинал, масса и проба металла. Реверс: фрагмент мемориала Славы в парке имени 28-ми гвардейцев-панфиловцев в Алма-Ате, надписи на каз. ҰЛЫ ЖЕҢІСКЕ 70 ЖЫЛ и на рус. 70 ЛЕТ ВЕЛИКОЙ ПОБЕДЕ, даты юбилея «1945 2015». Гурт рубчатый. Номинал: 500 тенге. Масса: 24 г. Диаметр: 37 мм. Тираж: 7000 шт.                     |                                                      |
| 2015 | | 550 лет Казахскому ханству                           |
| 2015 | Аверс: герб Казахстана на фоне 8-конечной звезды, название банка-эмитента, номинал, масса и проба металла. Реверс: фрагмент памятника основателям Казахского ханства Керею и Жанибеку на фоне позолоченной карты Казахстана, летящие голуби, надпись на каз. ҚАЗАҚ ХАНДЫҒЫНА 550 ЖЫЛ, год выпуска, национальный орнамент, логотип НБРК. Гурт рубчатый. Номинал: 500 тенге. Масса: 24 г. Диаметр: 37 мм. Тираж: 5000 шт.   |                                                      |
| 2015 | | Год Ассамблеи народа Казахстана                      |
| 2015 | Аверс: герб Казахстана на фоне 8-конечной звезды, название банка-эмитента, знак монетного двора, номинал, масса и проба металла. Реверс: эмблема Года Ассамблеи народа Казахстана, надписи на каз. 2015 — Қазақстан халқы Ассамблеясының жылы и рус. 2015 — год Ассамблеи народа Казахстана. Гурт рубчатый. Номинал: 500 тенге. Масса: 24 г. Диаметр: 37 мм. Тираж: 5000 шт.                                              |                                                      |
| 2015 | | Евразийский экономический союз                       |
| 2015 | Аверс: герб Казахстана, название государства, логотип НБКР, номинал, масса и проба металла, национальный орнамент. Реверс: эмблема ЕАЭС; флаги стран-участниц, выполненные из цветной эмали, и национальные орнаменты; название организации на каз. ЕУРАЗИЯЛЫҚ ЭКОНОМИКАЛЫҚ ОДАҚ и рус. ЕВРАЗИЙСКИЙ ЭКОНОМИЧЕСКИЙ СОЮЗ, год выпуска. Гурт рубчатый. Номинал: 500 тенге. Масса: 31,1 г. Диаметр: 38,61 мм. Тираж: 1000 шт. |                                                      |
| 2015 | | 100 лет со дня рождения Малика Габдуллина            |
| 2015 | Аверс: герб Казахстана на фоне 8-конечной звезды, название банка-эмитента, номинал, масса и проба металла. Реверс: портрет М. Габдуллина, имя писателя на каз. МӘЛІК ҒАБДУЛЛИН и надпись на каз. 100 ЖЫЛ, год выпуска монеты. Гурт рубчатый. Номинал: 500 тенге. Масса: 24 г. Диаметр: 37 мм. Тираж: 1000 шт. |                                                      |